# Charlotte Hope
Charlotte Louise Norris (Salisbury, 14 de outubro de 1991), conhecida profissionalmente como Charlotte Hope, é uma atriz britânica. Ela alcançou o reconhecimento por seu papel recorrente como Myranda na terceira a quinta temporadas da série norte-americana de fantasia da HBO, Game of Thrones (2013–2016). Hope ganhou ainda mais destaque no papel principal de Catarina de Aragão na série de drama histórico da Starz, The Spanish Princess (2019–2020), sua primeira atuação como protagonista. Em 2020, ela apareceu como uma atriz regular na segunda temporada do thriller da ITV Bancroft e no drama biográfico da Netflix, The English Game. Fora da televisão, Hope apareceu no filme de romance biográfico The Theory of Everything (2014) e no filme de terror The Nun (2018). Ela também dublou um dos personagens jogáveis no videogame de ação e aventura We Happy Few (2018).

## Início de vida e educação
Hope nasceu em Salisbury e cresceu em Lower Daggons, uma aldeia rural no distrito de New Forest, em Hampshire. Sua irmã mais nova, Emily, é membro de uma banda chamada Police Dog Hogan. Seu pai é advogado e ex-jóquei e sua mãe ficou em casa, tendo trabalhado anteriormente em PR.
Hope frequentou um internato. Ela descobriu a atuação através de uma aula de teatro na escola. Ela passou a estudar francês e espanhol na Universidade de Oxford. Enquanto estava lá, ela encontrou um agente e começou a fazer shows de teatro e comerciais. Após a formatura em Oxford, Hope passou um ano em Paris treinando em atuação na L'École Internationale de Théâtre Jacques Lecoq.

## Carreira
Hope fez sua estréia no cinema como operária em 2012 no musical Les Miserables.
Em 2013, Hope começou a interpretar o papel da amante sádica de Ramsay Bolton, Myranda, na série dramática de fantasia da HBO, Game of Thrones. Ela continuou no papel até que a personagem morreu durante a quinta temporada e seu corpo foi encontrado na estreia da sexta temporada. Em 2014, ela estrelou a primeira temporada de The Musketeers, interpretando o papel de Charlotte Mellendorf. Nesse mesmo ano, ela apareceu no filme The Theory of Everything, interpretando Philippa Hawking, a irmã mais nova de Stephen Hawking. Em 2015, ela teve um papel de liderança no filme de gangster britânico North v South como Willow Clarke. Nesse mesmo ano, Hope apareceu no videoclipe "Beautiful to Me" de Olly Murs.
Em 2016, Hope apareceu no drama romântico biográfico A United Kingdom e no thriller romântico Allied. Em 2017, ela teve um papel coadjuvante no filme de drama Three Christs e em 2018, ela co-estrelou o filme de terror The Nun.
Hope também fez trabalhos teatrais, incluindo shows da Broadway como Buried Child, onde desempenhou o papel de Shelly em 2016. Em 2017 ela desempenhou o papel de Zara em Albion do Almeida Theatre[10] e em 2018 ela interpretou como a mãe do Dr. Michaels em Good for Otto do The New Group.
Em março de 2018, Hope foi escalada para o papel principal da série do Starz, The Spanish Princess, na qual ela interpreta Catarina de Aragão. O show é uma continuação de The White Queen e The White Princess.
Em janeiro de 2020, ela apareceu como Annabel Connors, personagem principal na 2ª temporada de Bancroft, ao lado de Sarah Parish. Tendo trabalhado com a diretora dinamarquesa Birgitte Stærmouse na primeira temporada de The Spanish Princess, a dupla se uniu novamente para a minissérie da Netflix, The English Game, que também foi ao ar em 2020.

## Trabalhos

### Cinema
| Ano  | Título                     | Papel            | Notas          |
| ---- | -------------------------- | ---------------- | -------------- |
| 2012 | Les Misérables             | Factory Woman    |                |
| 2013 | The Invisible Woman        | Jovem Prostituta |                |
| 2014 | Insomniacs                 | Jenny            | Curta-metragem |
| 2014 | The Theory of Everything   | Philippa Hawking |                |
| 2014 | Playhouse Presents: Marked | Primrose         |                |
| 2015 | North v South              | Willow Clarke    |                |
| 2015 | Miss You Already           | Jovem Jess       |                |
| 2016 | A United Kingdom           | Olivia Lancaster |                |
| 2016 | Allied                     | Louise           |                |
| 2017 | Three Christs              | Becky            |                |
| 2018 | The Nun                    | Irmã Victoria    |                |
| TBA  | The Piper                  | Mel              | Em produção    |
| TBA  | The Chelsea Cowboy         | Sandra           | Em produção    |
| TBA  | Hiker                      | Hannah           | Em produção    |

### Televisão
| Ano       | Título               | Papel                  | Notas                        |
| --------- | -------------------- | ---------------------- | ---------------------------- |
| 2010      | Casualty             | Ava Dunlop             | Episódio: "A Day in a Life"  |
| 2010      | Missing              | Caitlin Morgan         | Episódio 2.9                 |
| 2011      | Waking the Dead      | Abigail Harding        | 2 episódios                  |
| 2012      | Some Girls           | Jenny                  | Episódio 1.4                 |
| 2012      | Doctors              | Niamh Curram           | Episode: "Full Time"         |
| 2012–2013 | Holby City           | Eleanor Campbell       | 3 episódios                  |
| 2013      | Love and Marriage    | Alice                  | Episódio: "Who's the Boss?"  |
| 2013      | Law & Order: UK      | Holly Leigh            | Episódio: "Fatherly Love"    |
| 2013      | Whitechapel          | Josie Eagle            | 2 episódios                  |
| 2013–2016 | Game of Thrones      | Myranda                | 8 episódios                  |
| 2014      | Vera                 | Saskia Barnes          | Episódio: "The Deer Hunters" |
| 2014      | The Musketeers       | Charlotte Mellendorf   | 2 episódios                  |
| 2016      | Death in Paradise    | Lucy Preville          | Episódio: "One for the Road" |
| 2016      | Houdini & Doyle      | Molly Morgan           | Episode: "Bedlam"            |
| 2017      | Diana and I          | Sophie Lewis           | Telefilme                    |
| 2018      | Endeavour            | Eve Thorne             | Episódio: "Muse"             |
| 2019–2020 | The Spanish Princess | Catarina de Aragão     | Minissérie                   |
| 2020      | Bancroft             | Annabel                | 3 episódios                  |
| 2020      | The English Game     | Margaret Alma Kinnaird | Minissérie                   |

### Video game
| Ano  | Título            | Papel       | Notas |
| ---- | ----------------- | ----------- | ----- |
| 2013 | Ryse: Son of Rome | Oracle      |       |
| 2018 | We Happy Few      | Sally Boyle |       |

### Teatro
| Ano  | Título                    | Papel    | Local                               |
| ---- | ------------------------- | -------- | ----------------------------------- |
| 2012 | Belarus                   | A Mulher | Arcola Theatre                      |
| 2013 | Outlines                  | Vários   | Old Red Lion Theatre                |
| 2015 | A Midsummer Night's Dream | Hermia   | Liverpool Everyman                  |
| 2016 | Buried Child              | Shelly   | Trafalgar Studios                   |
| 2017 | Albion                    | Zara     | Almeida Theatre                     |
| 2018 | Good for Otto             | Mãe      | The Alice Griffin Jewel Box Theatre |